# Svenska kyrkans grundläggande dokument
Svenska kyrkans grundläggande dokument är de för svenska kyrkans lära definierande skrifterna. Svenska kyrkans regelverk, Kyrkoordningen beskriver denna som:
| ”                                           | Svenska kyrkans tro, bekännelse och lära, som gestaltas i gudstjänst och liv, är grundad i Guds heliga ord, såsom det är givet i Gamla och Nya testamentets profetiska och apostoliska skrifter, är sammanfattad i den apostoliska, den nicenska och den athanasianska trosbekännelsen samt i den oförändrade augsburgska bekännelsen av år 1530, är bejakad och erkänd i Uppsala mötes beslut år 1593, är förklarad och kommenterad i Konkordieboken samt i andra av Svenska kyrkan bejakade dokument | „ |
| – Svenska kyrkans kyrkoordning 1 kap., 1 §) | |   |

Svenska kyrkan blev en från Romersk-katolska kyrkan självständig kyrka när den kanoniska rätten  avskaffades vid ett kyrkomöte i Uppsala 1536,  och antog en inhemsk bekännelseskrift och kyrkoordning, Den Svenska Kyrkoordningen, vid ett kyrkomöte i Uppsala 1572.
Svenska kyrkan blev en evangelisk-luthersk kyrka vid Uppsala möte 1593, då den Augsburgska bekännelsen antogs,  det vill säga den lutherska bekännelse som de flesta lutherska samfund ansluter sig till. Vid samma tillfälle antogs Uppsala mötes beslut, och de tre trosbekännelserna från den tidiga, odelade kyrkan behölls. Svenska kyrkans bekännelse av år 1593, som utkom i trycket 1594 under titeln Confessio Fidei, består av:
- Apostoliska trosbekännelsen  (västlig 200–400)
- Nicenska trosbekännelsen (antagen 381)
- Athanasianska trosbekännelsen  (Spanien, Frankrike, Tyskland 400–700, antagen i Frankfurt 795)
- Augsburgska bekännelsen 1530
- Uppsala mötes beslut 1572
- Uppsala mötes beslut 1593

De i Svenska kyrkan gällande officiella översättningarna av två av de tre gammalkyrkliga trosbekännelserna står i Den svenska kyrkohandboken (1986), medan den gällande översättningen av Augsburgska bekännelsen 1530 finns i Confessio fídei, tryckt 1594.
År 1686  antog riksdagen en förklaring till Augsburgska bekännelsen, Konkordieboken,  en bok som, förutom de tre ovanstående fornkyrkliga trosbekännelserna och den Augsburgska bekännelsen, innehåller följande grundläggande dokument:
- Augsburgska bekännelsens apologi  1531
- Schmalkaldiska artiklarna 1537
- Traktaten om påvens makt och överhöghet  1537
- Martin Luthers stora katekes 1528
- Martin Luthers lilla katekes 1528
- Konkordieformeln  1579

Svenska kyrkan antog däremot inte de förord som ingår i den tyska upplagan av Konkordieboken. I successionsordningen 1810 förutsattes monarken endast bekänna innehållet i Confessio fidei, inte Konkordiebokens övriga dokument. De senare har därför[källa behövs] kommit att betraktas som kommentarer och förklaringsskrifter till den förstnämnda.

## Andra bejakade dokument
Under loppet av 1800-talet och 1900-talet bejakade Svenska kyrkan ett antal lärodokument. Att så hade skett konstaterades 1993  genom införandet av en tydligare portalparagraf i vad som då var Svenska kyrkans författningssamling, i formuleringen ”andra av Svenska kyrkan bejakade dokument”. Vilka dessa dokument var vid tidpunkten ifråga exemplifierades i Centralstyrelsens kyrkliga skrivelse 1993:4, nämligen:
- 1571 års kyrkoordning
- 1878 års katekesutveckling
- Svenska kyrkans lära om kyrkan och ämbetet 1909 (som låg till grund för nattvardsgemenskapen med  Engelska kyrkan  1922)
- Kyrkornas Världsråds Konstitutioner § 1
- Lutherska Världsförbundets Konstitutioner § 1
- Svenska kyrkans officiella svar på Limadokumentet Baptism-Eucharist-Ministry 1985
- Biskopsmötets brev i viktiga teologiska frågor[b]

Sedan  1993 har Svenska kyrkan bejakat två större dokument:
- Överenskommelse om kyrkogemenskap mellan Svenska kyrkan och Filippinska oberoende kyrkan  1995
- Borgådeklarationen 1996 (som ligger till grund för Borgågemenskapen)

Den vikt som fästs vid gestaltning i gudstjänst och liv skänker även teologin i ”de kyrkliga böckerna” roll som grundläggande dokument, något redan Centralstyrelsens kyrkliga skrivelse 1993:4 hade framhävt. Dessa gudstjänstböcker är:
- Den svenska psalmboken
- Den svenska kyrkohandboken I–II
- Den svenska evangelieboken
- En liten bönbok